# Alzira Soriano
Pour les articles homonymes, voir Soriano (homonymie).
Luísa Alzira Teixeira Soriano (Jardim de Angicos, 29 avril 1897 - Jardim de Angicos, 28 mai 1963) est une femme politique brésilienne.
Soriano participe en 1928, à l'âge de 32 ans, aux élections municipales de Lajes, une ville de l'intérieur de Rio Grande do Norte, comme candidate du Parti républicain local, et remporte l'élection avec 60 % des voix. Elle est la première femme d'Amérique latine à assumer le gouvernement d'une ville, selon un article publié à l'époque par le journal américain The New York Times.